# Code des esclaves de la Barbade
Le Code des esclaves de la Barbade de 1661 était un code de droit anglais réalisé dans le but de servir de base légale à l'esclavage dans l'île de la Barbade, colonie anglaise des Caraïbes depuis 1627. Il imposait aux acheteurs d’esclaves d’habiller leurs esclaves. Cependant, il interdisait aussi aux esclaves des droits de base tels que le droit de vie. Il autorisait les propriétaires d'esclaves à faire tout ce qu’ils voulaient de leurs esclaves, comme la mutilation ou le bûcher, sans crainte de représailles.
Ce code fut adopté par la Caroline du Sud en 1696, et servit de base pour les colonies britanniques d'Amérique du Nord,,.
Cette base légale avait été initiée à la Barbade par le Décret de 1636 sur l'esclavage à vie, sous le gouvernorat de Henry Hawley, l'île étant la propriété de James Hay, 1er comte de Carlisle. Le code fut adopté en Virginie en 1662, avec la Loi virginienne de 1662 sur l'esclavage, un peu après la restauration anglaise de 1660. Ce droit a créé le statut d’esclave pour tous les descendants des Africains. On était esclave pour la vie et le statut d’esclave se transmettait de mère en fils. Par exemple, le code de Virginie précisait : « Chaque enfant né dans ce pays sera présumé libre seulement en fonction de sa mère ».
Dans les Antilles françaises, ce code a inspiré, vingt-quatre ans plus tard, le code noir mis en place par Louis XIV en 1685, deux ans après la mort de Colbert.